# Polsat Zdrowie i Uroda
Polsat Zdrowie i Uroda – kanał tematyczny grupy Telewizji Polsat. Skupiał się na propagowaniu zdrowego stylu życia oraz na medycynie. Polsat Zdrowie i Uroda 6 października 2008 roku zakończył nadawanie, a w jego miejsce został uruchomiony nowy kanał Telewizji Polsat o tematyce lifestyle - Polsat Café.
Polsat Zdrowie i Uroda był pierwszym tego typu kanałem tematycznym na polskim rynku telewizyjnym, poruszał kwestie zdrowia i jego profilaktyki, urody i jej pielęgnacji oraz aktywnego stylu życia. Po raz pierwszy uruchomiono w Polsce kanał oparty na tzw. edutainement (czyli połączenie edukacji z rozrywką) dostarczający widzom ogólnej informacji o zdrowiu i profilaktyce, urodzie i sposobach jej pielęgnowania, a także aktywnym stylu życia.

## Logo
| Lata                                  | Opis | Logo                                 |
| ------------------------------------- | --- | ------------------------------------ |
| 1 sierpnia 2004 – 6 października 2008 | Stylizowane logo z plastrem miodu na górze, pod kwiatkiem pomarańczowy napis „POLSAT” nad linią tego samego koloru. Pod linią niebieski napis „ZDROWIE i uroda” zapisany w dwóch linijkach. | Polsat Zdrowie i Uroda 2004 Accurate |

## Historia
Kanał wystartował 1 sierpnia 2004 roku, tego samego dnia jak TVN Style, jako pierwszy polski kanał poświęcony zdrowiu i urodzie. Właścicielem stacji była Telewizja Polsat. Całość prac wykonywanych przy kanale Polsat Zdrowie i Uroda nadzorował Mirosław Błaszczyk – Dyrektor Biura Zarządu, Prokurent Telewizji POLSAT S.A.
Konkurencją dla stacji był m.in. kanał Grupy ITI: TVN Style oraz BBC Lifestyle i Zone Club.
Z powodu niskiej oglądalności Polsat Zdrowie i Uroda został zastąpiony 6 października 2008 roku kanałem Polsat Cafe.

## Struktura
Struktura programu została oparta na czterech filarach tematycznych. Podstawę stanowiło szeroko rozumiane pojęcie zdrowia (ok. 50% programu), pozostały czas został poświęcony pielęgnacji i urodzie, 15% na relaks i odprężenie, a 10% na styl życia. Kanał wpisał się w zalecenia Unii Europejskiej i jej Dyrektywy 2001/83/EC promującej "Disease Awareness Campaigns" w mediach, co skutecznie podwyższyło poziom wiedzy dotyczącej zdrowia. Polsat Zdrowie i Uroda skierowany był do osób interesujących się swoim zdrowiem, dbających o sprawność fizyczną, prowadzących aktywny tryb życia, otwartych na nowości i trendy w dziedzinie zdrowia i urody, a także pozytywnie nastawionych do życia. 
Oferta programowa obejmowała produkcje własne, m.in. "Doniesienia medyczne" – autorski program profesora Pawła Januszewicza, przygotowany w formule programu informacyjnego, w oparciu o najnowsze i najciekawsze doniesienia medyczne, ukazujące się m.in. w światowych serwisach informacyjnych np. Reuters Health, Rezonas – program publicystyczny, o luźniejszym charakterze, prowadzony przez dziennikarkę od lat specjalizującą się w tematyce medycznej: Iwonę Mackiewicz-Malita. Prezentowane były w nim najważniejsze wydarzenia ze świata szeroko rozumianej medycyny i urody – jako punkt wyjścia do dyskusji z zaproszonymi specjalistami związanymi z prezentowanymi materiałami.

## Ramówka
W ramówce znalazły się również pozycje programowe największych światowych producentów telewizyjnych, którzy wyspecjalizowali się w tematyce zdrowia i urody. Nad zawartością merytoryczną programów emitowanych na antenie Polsat Zdrowie i Uroda czuwała powołana specjalnie w tym celu Rada Ekspertów pod kierownictwem Prof. dr hab. n. med. Pawła Januszewicza. W skład Rady weszło siedmiu najwybitniejszych przedstawicieli nauki i praktyki w głównych specjalnościach. Producentem wykonawczym kanału był Piotr Górski – producent telewizyjny, twórca najdłużej ukazującego się w polskich komercyjnych stacjach telewizyjnych magazynu medycznego Twój lekarz, autor popularnych programów naukowych, edukacyjnych, a także rozrywkowych. 

## Oferta programowa

### Produkcje polskie
- Emiraty - dary niebios
- Żeński rozmiar
- Doniesienia medyczne
- Gymnasion na zdrowie
- Między Wschodem a Zachodem
- Zobacz więcej
- Wywiady Porady
- Relaks z Tai Chi
- Twój lekarz
- Domowa kawiarenka
- Być pięknym
- Prosto do Europy
- Post Scriptum
- Raport specjalny
- Rodzina zastępcza
- Daleko od noszy
- Szpital na perypetiach
- Świat według Kiepskich

## Rada naukowa
- prof. Paweł Januszewicz
- prof. Wojciech Noszczyk
- prof. Tadeusz Popiela
- dr Jacek Bendek
- dr Maria Noszczyk
- dr Tomasz Postuła